# Galictis cuja
Espèce
Statut de conservation UICN

 LC  : Préoccupation mineure
Le Petit grison (Galictis cuja) est une des deux espèces de grisons, des mammifères de la famille des Mustélidés. On le rencontre en Amérique du Sud.
Cette espèce a été décrite pour la première fois en 1782 par le naturaliste chilien Juan Ignacio Molina (1740-1829).

## Répartition

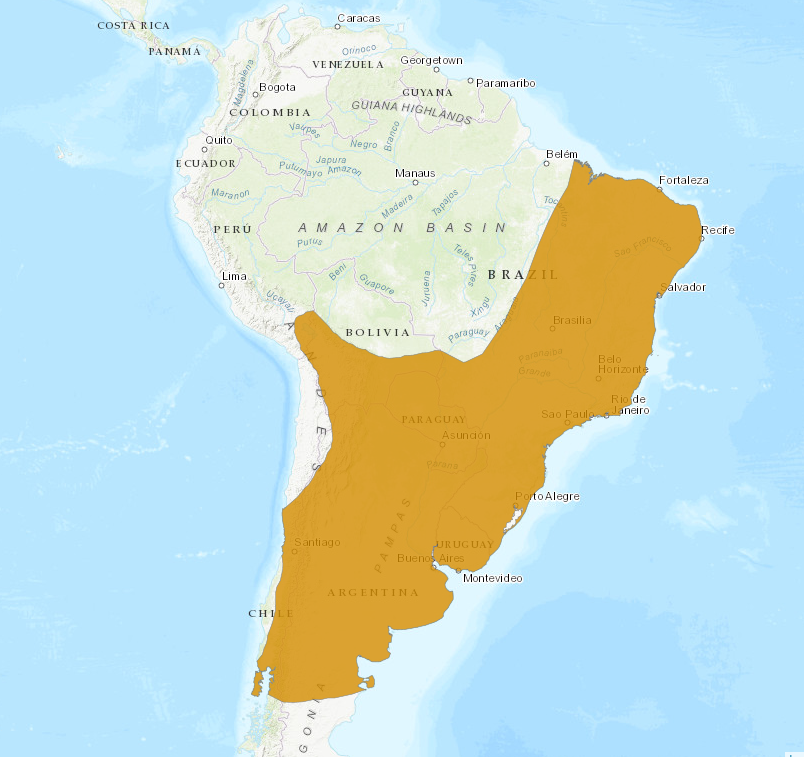
Carte de répartition de l'espèce en Amérique du Sud

On les trouve au Brésil, en Bolivie, en Argentine, au Chili, au Pérou et au Paraguay.

## Liste des sous-espèces
Selon Mammal Species of the World (version 3, 2005)  (31 mai 2013) et Catalogue of Life (31 mai 2013) :
- sous-espèce Galictis cuja cuja (Molina, 1782)
- sous-espèce Galictis cuja furax (Thomas, 1907)
- sous-espèce Galictis cuja huronax (Thomas, 1921)
- sous-espèce Galictis cuja luteola (Thomas, 1907)